# اختلال توازن غير مرن
اختلال توازن غير مرن هو اختلال يحدث في أنظمة مرنة، مثل انبعاج في الكمرات وصفائح مُعرضة لأحمال ضغط كبيرة.

## أنظمة ذو درجة حرية واحدة
كمرة بسيطة طولها L، ممسوكة من طرف وحرة من الطرف الأخر، ولديها نابض من الطرف الممسوك. مُحملة الكمرة من الطرف الحر بحمل ضغط F في إتجاه محور الكمرة.

### معادلة إتزان العزوم
بفرض إتجاه إنحناء في إتجاه عقارب الساعة {\displaystyle \theta }، والعزم نتيجة هذة القوة {\displaystyle M_{F}=FL\sin \theta }. تصبح المعادلة: {\displaystyle FL\sin \theta =k_{\theta }\theta }
حيث {\displaystyle k_{\theta }} هو ثابت النابض و وحدته  (Nm/radian)، وعن طريق تنفيذ متسلسلة تايلور وماكلورين:
{\displaystyle FL{\Bigg (}\theta -{\frac {1}{6}}\theta ^{3}{\Bigg )}\approx k_{\theta }\theta }
لدي هذة المعادلة ثلاث حلول منها {\displaystyle \theta =0}، فتصبح:
{\displaystyle \theta \approx \pm {\sqrt {6{\Bigg (}1-{\frac {k_{\theta }}{FL}}{\Bigg )}}}}